# イヅカ古墳
イヅカ古墳（いづかこふん）は、奈良県桜井市大字箸中字イヅカ山にある古墳。形状は前方後円墳。古墳時代前期後半の纒向型といわれるホタテ貝型の前方後円墳であるが、現在は中世以降に全て削平されたその姿は確認できない。

## 発見の経緯
- 纒向遺跡第119次調査の国道169号線バイパス建設に伴い発見。

## 概要
- 被葬者：不明
- 築造時期：古墳時代前期後半
- 墳　形：纒向型前方後円墳（埋没古墳・地中探査・電磁波測定をコンピューター解析した結果）
- 埋葬部：削平された状態のため不明。
- 出土遺物：周濠内跡より古墳時代前期（II期）の遺物出土。
  - 円筒埴輪
  - 朝顔形埴輪
  - 形象埴輪（家形・蓋など）
  - 木製品（鋤・建築部材等）
  - 須恵器
  - 土師器